# ニッポーテイオー
ニッポーテイオー（欧字名:Nippo Teio、1983年4月21日 - 2016年8月16日）は、日本の競走馬、種牡馬。
1987年の天皇賞（秋）（GI）、マイルチャンピオンシップ（GI）、1988年の安田記念（GI）の優勝馬であり、ニホンピロウイナーに続く昭和末期の名マイラーとして知られる。1986年に優駿賞最優秀スプリンター、1987年にJRA賞最優秀スプリンターおよびJRA賞最優秀5歳以上牡馬を受賞。その他の勝ち鞍に、1986年のスワンステークス（GII）、ニュージーランドトロフィー4歳ステークス（GIII）、函館記念（GIII）、1987年の京王杯スプリングカップ（GII）。
半妹にエリザベス女王杯を勝ったタレンティドガールがいる。

## 戦績
新馬戦でいきなり大差勝ちしたが、なかなか2勝目を挙げられなかった。皐月賞に出走するも21頭立て12番人気で8着に敗れ、次走のNHK杯でも8着に敗れると、陣営は東京優駿（日本ダービー）を諦め、マイル〜中距離路線へと方針を変える。ニュージーランドトロフィ4歳ステークスを勝利すると、ラジオたんぱ賞では皐月賞優勝馬ダイナコスモスの2着、函館記念でレコード勝ち、毎日王冠ではサクラユタカオーの2着ながら3着のミホシンザンに先着。スワンステークスでは1番人気に応え勝利し、マイルチャンピオンシップに臨んだ。しかし、1番人気に支持されたものの、タカラスチールの2着に敗れた。
5歳となり、京王杯スプリングカップを勝って臨んだ安田記念では、圧倒的人気を得るもフレッシュボイスの2着に敗れた。その後は宝塚記念で2着、毎日王冠も3着と敗れるが、天皇賞（秋）では、5馬身差で勝利。騎乗した郷原洋行は次走にジャパンカップへの出走を久保田金造に進言したが、久保田は「（ニッポー）テイオーはマイラーだ。予定通りマイルチャンピオン（シップ）に行く」と全く聞かず、マイルチャンピオンシップも5馬身差で勝利した。
6歳も前年と同様に京王杯スプリングカップから始動するが、前年の2着馬ダイナアクトレスにアタマ差敗れた。しかし、次走の安田記念では1馬身差で勝利した。
そして宝塚記念では、タマモクロスと対決することとなり、マイラーのニッポーテイオーと長距離が得意なタマモクロスではこの距離ならどちらが強いのかと競馬ファンの興味をひいた。単勝はニッポーテイオーが1番人気だったが、結果は2馬身半差の2着に敗れ、このレースを最後に引退。1988年10月9日、東京競馬場で引退式が行われた。

## 競走成績
以下の内容は、netkeiba.com の情報に基づく。
| 競走日 | 競走日 | 競馬場 | 競走名         | 格   | 頭 数 | 枠 番 | 馬 番 | オッズ （人気） | 着順 | 騎手     | 斤量 [kg] | 距離馬場      | タイム （上がり3F） | 着差 | 1着馬（2着馬）         | 馬体重 [kg] |
| ------ | ------ | ------ | -------------- | ---- | ----- | ----- | ----- | --------------- | ---- | -------- | --------- | ------------- | ------------------- | ---- | ---------------------- | ----------- |
| 1985.  | 10.06  | 東京   | 3歳新馬        |      | 6     | 5     | 5     | 3.2（2人）      | 1着  | 蛯名信広 | 53        | 芝1600m（不） | 1:38.9 （不明）     | -2.2 | （メジロボアール）     | 不明        |
|        | 12.22  | 中山   | 万両賞         |      | 12    | 5     | 5     | 11.6（3人）     | 7着  | 蛯名信広 | 54        | 芝1800m（良） | 1:52.0 （不明）     | 1.6  | サクラトモエオー       | 不明        |
| 1986.  | 01.12  | 中山   | 京成杯         | GIII | 11    | 1     | 1     | 4.3（3人）      | 2着  | 蛯名信広 | 55        | 芝1600m（良） | 1:35.7 （37.4）     | 0.6  | ダイナフェアリー       | 456         |
|        | 04.17  | 中山   | 報知杯弥生賞   | GIII | 11    | 3     | 3     | 10.0（4人）     | 3着  | 蛯名信広 | 55        | 芝2000m（良） | 2:02.6 （35.7）     | 0.2  | ダイシンフブキ         | 458         |
|        | 04.13  | 中山   | 皐月賞         | GI   | 21    | 8     | 21    | 40.8（12人）    | 8着  | 蛯名信広 | 57        | 芝2000m（良） | 2:03.9 （38.9）     | 1.8  | ダイナコスモス         | 460         |
|        | 05.04  | 東京   | NHK杯          | GII  | 18    | 1     | 2     | 5.3（2人）      | 8着  | 郷原洋行 | 56        | 芝2000m（重） | 2:04.6 （51.4）     | 1.0  | ラグビーボール         | 458         |
|        | 05.24  | 東京   | NZT4歳S        | GIII | 7     | 2     | 2     | 3.0（2人）      | 1着  | 郷原洋行 | 56        | 芝1600m（良） | 1:36.8 （48.1）     | -0.6 | （ダイナフェアリー）   | 458         |
|        | 06.22  | 福島   | ラジオたんぱ賞 | GIII | 13    | 4     | 5     | 3.1（2人）      | 2着  | 蛯名信広 | 56        | 芝1800m（良） | 1:48.0 （37.1）     | 0.2  | ダイナコスモス         | 460         |
|        | 08.17  | 函館   | 函館記念       | GIII | 11    | 4     | 4     | 3.6（2人）      | 1着  | 郷原洋行 | 55        | 芝2000m（良） | 1:58.6 （36.5）     | -0.3 | （トウホーカムリ）     | 466         |
|        | 10.05  | 東京   | 毎日王冠       | GII  | 8     | 7     | 7     | 3.8（2人）      | 2着  | 郷原洋行 | 55        | 芝1800m（良） | 1:46.4 （47.1）     | 0.4  | サクラユタカオー       | 462         |
|        | 10.26  | 京都   | スワンS        | GII  | 15    | 8     | 14    | 2.2（1人）      | 1着  | 郷原洋行 | 55        | 芝1400m（良） | 1:21.5 （46.3）     | -0.4 | （アサクラエリート）   | 464         |
|        | 11.16  | 京都   | マイルCS       | GI   | 18    | 2     | 3     | 1.3（1人）      | 2着  | 郷原洋行 | 55        | 芝1600m（良） | 1.35.3 （47.9）     | 0.0  | タカラスチール         | 470         |
| 1987   | 04.26  | 東京   | 京王杯SC       | GII  | 18    | 4     | 8     | 1.9（1人）      | 1着  | 郷原洋行 | 57        | 芝1400m（良） | 1:21.8 （46.1）     | -0.3 | （ダイナアクトレス）   | 476         |
|        | 05.17  | 東京   | 安田記念       | GI   | 19    | 5     | 10    | 1.7（1人）      | 2着  | 郷原洋行 | 57        | 芝1600m（重） | 1:35.9 （49.3）     | 0.2  | フレッシュボイス       | 482         |
|        | 06.14  | 阪神   | 宝塚記念       | GI   | 13    | 5     | 7     | 4.1（2人）      | 2着  | 郷原洋行 | 56        | 芝2200m（良） | 2:12.6 （48.2）     | 0.3  | スズパレード           | 476         |
|        | 10.11  | 東京   | 毎日王冠       | GII  | 12    | 6     | 7     | 2.1（1人）      | 3着  | 郷原洋行 | 58        | 芝1800m（良） | 1:46.3 （46.7）     | 0.2  | ダイナアクトレス       | 470         |
|        | 11.01  | 東京   | 天皇賞（秋）   | GI   | 14    | 3     | 4     | 2.8（1人）      | 1着  | 郷原洋行 | 58        | 芝2000m（重） | 1:59.7 （47.7）     | -0.8 | （レジェンドテイオー） | 482         |
|        | 11.22  | 京都   | マイルCS       | GI   | 13    | 7     | 11    | 1.2（1人)       | 1着  | 郷原洋行 | 57        | 芝1600m（良） | 1:34.9 （48.3）     | -0.8 | （セントシーザー）     | 480         |
| 1988.  | 04.24  | 東京   | 京王杯SC       | GII  | 9     | 1     | 1     | 2.7（2人）      | 2着  | 郷原洋行 | 59        | 芝1400m（良） | 1:21.4 （46.3）     | 0.0  | ダイナアクトレス       | 480         |
|        | 05.15  | 東京   | 安田記念       | GI   | 12    | 4     | 6     | 1.5（1人）      | 1着  | 郷原洋行 | 57        | 芝1600m（良） | 1:34.2 （47.2）     | -0.2 | （ダイナアクトレス）   | 482         |
|        | 06.12  | 阪神   | 宝塚記念       | GI   | 13    | 6     | 9     | 2.1（1人）      | 2着  | 郷原洋行 | 57        | 芝2200m（稍） | 2:13.6 （48.9）     | 0.4  | タマモクロス           | 484         |

## 引退後
引退後はレックススタッドで種牡馬入り。初年度産駒からクラシック戦線で活躍し、重賞を2勝したインターマイウェイを送り出すも、その後は散発的に重賞勝ち馬や入着馬を数頭出すにとどまった。また、連戦連敗ながらアイドルホースとなったハルウララの父でもある。2000年の種付けシーズン後に種牡馬を引退し、北海道浦河町のうらかわ優駿ビレッジAERUで余生を送っていた。同じ場所で余生を送っていたダイユウサクとは互いに親友であり、同馬の死亡の後は一時的に体調を崩したくらい仲が良かった。
2016年8月16日、繋養先のうらかわ優駿ビレッジAERUにて老衰のため死亡。

## 主な産駒
- 1990年産
  - インターマイウェイ（産経大阪杯、函館記念）
  - アロートゥスズカ（新潟記念）
  - カズノシラオキ（セントウルステークス3着）
- 1992年産
  - ダイタクテイオー（毎日杯）
- 1993年産
  - プラントテイオー（中津・荒尾交流サラブレッドグランプリ）
- 1995年産
  - ヤスノテイオー（秋陽ジャンプステークス、イルミネーションジャンプステークス、阪神スプリングジャンプ3着）
- 1996年産
  - ハルウララ（113連敗）

### ブルードメアサイアーとしての主な産駒
- 1990年産
  - トップコーリング（牛若丸ジャンプS）
- 2000年産
  - スプリングゲント（中山グランドジャンプ、東京ハイジャンプ、京都ハイジャンプ、京都ジャンプステークス）
- 2002年
  - マジックワルツ（2002年サラブレッドフレシッシュカップ、2003年日本海ダービー）
- 2003年産
  - トウショウシロッコ（重賞2着5回、3着6回）

## 血統表
| ニッポーテイオーの血統             | ニッポーテイオーの血統                   | ニッポーテイオーの血統    | （血統表の出典）          | （血統表の出典） |
| 父系                               | リファール系                             | リファール系              | リファール系              | [ § 2 ]          |
| 父 *リイフォー Lypheor 1975 黒鹿毛 | 父の父Lyphard 1969 鹿毛                  | Northern Dancer           | Nearctic                  | Nearctic         |
| 父 *リイフォー Lypheor 1975 黒鹿毛 | 父の父Lyphard 1969 鹿毛                  | Northern Dancer           | Natalma                   |                  |
| 父 *リイフォー Lypheor 1975 黒鹿毛 | 父の父Lyphard 1969 鹿毛                  | Goofed                    | Court Martial             | Court Martial    |
| 父 *リイフォー Lypheor 1975 黒鹿毛 | 父の父Lyphard 1969 鹿毛                  | Goofed                    | Barra                     |                  |
| 父 *リイフォー Lypheor 1975 黒鹿毛 | 父の母Klaizia 1965 鹿毛                  | Sing Sing                 | Tudor Minstrel            | Tudor Minstrel   |
| 父 *リイフォー Lypheor 1975 黒鹿毛 | 父の母Klaizia 1965 鹿毛                  | Sing Sing                 | Agin the Law              |                  |
| 父 *リイフォー Lypheor 1975 黒鹿毛 | 父の母Klaizia 1965 鹿毛                  | Klainia                   | Klairon                   | Klairon          |
| 父 *リイフォー Lypheor 1975 黒鹿毛 | 父の母Klaizia 1965 鹿毛                  | Klainia                   | Kalitka                   |                  |
| 母 チヨダマサコ 1977 鹿毛          | 母の父*ラバージョン Lover John 1971 栗毛 | Damascus                  | Sword Dancer              | Sword Dancer     |
| 母 チヨダマサコ 1977 鹿毛          | 母の父*ラバージョン Lover John 1971 栗毛 | Damascus                  | Kerala                    |                  |
| 母 チヨダマサコ 1977 鹿毛          | 母の父*ラバージョン Lover John 1971 栗毛 | Evening Primrose          | Nashua                    | Nashua           |
| 母 チヨダマサコ 1977 鹿毛          | 母の父*ラバージョン Lover John 1971 栗毛 | Evening Primrose          | Blue Grotto               |                  |
| 母 チヨダマサコ 1977 鹿毛          | 母の母ミスオーハヤブサ 1973 鹿毛         | *パーソロン               | Milesian                  | Milesian         |
| 母 チヨダマサコ 1977 鹿毛          | 母の母ミスオーハヤブサ 1973 鹿毛         | *パーソロン               | Paleo                     |                  |
| 母 チヨダマサコ 1977 鹿毛          | 母の母ミスオーハヤブサ 1973 鹿毛         | ワールドハヤブサ          | *ダイハード               | *ダイハード      |
| 母 チヨダマサコ 1977 鹿毛          | 母の母ミスオーハヤブサ 1973 鹿毛         | ワールドハヤブサ          | オーハヤブサ              |                  |
| 母系(F-No.)                        | ワールドハヤブサ系(FN:12)                | ワールドハヤブサ系(FN:12) | ワールドハヤブサ系(FN:12) | [ § 3 ]          |
| 5代内の近親交配                    | My Babu 5･5（母内）                      | My Babu 5･5（母内）       | My Babu 5･5（母内）       | [ § 4 ]          |
| 出典                               | 1. 2. 3. 4.                              | 1. 2. 3. 4.               | 1. 2. 3. 4.               | 1. 2. 3. 4.      |

※祖母の妹はエリザベス女王杯勝ちのビクトリアクラウン。